# Blarney
Blarney (Iers: An Bhlarna) is een kleine stad in het graafschap Cork, gelegen op zo'n 11 kilometer ten noordwesten van de stad Cork in Ierland. De bekendste toeristische attractie van Blarney is het kasteel waarin zich de legendarische "Blarney Stone" bevindt.

## Kasteel van Blarney
Van over de hele wereld komen mensen naar Blarney om het vervallen kasteel van Blarney te bekijken. Dit kasteel was oorspronkelijk gebouwd vóór de elfde eeuw, en werd verwoest in 1446. Het kasteel werd echter herbouwd door Dermot McCarthy, de koning van Munster. Boven in het kasteel zit een steen in de muur gemetseld, die de "Stone of Eloquence" genoemd wordt, maar beter bekend is onder de naam "Blarney Stone". Volgens de sage zou iedereen die de steen kust zeer welbespraakt worden. Om de steen te kussen, moet men plat op de rug gaan liggen, en ver achterover hangen. Dit is echter redelijk eenvoudig te doen met een beetje hulp, en niet bepaald gevaarlijk. In vroeger tijden diende men echter – volgens de legenden – over de kasteelmuur heen te hangen terwijl men aan de voeten werd vastgehouden, om de steen te kunnen kussen.
Het kasteel van Blarney en het kussen van de steen is met name bij Amerikanen in trek. De Ierse bevolking haalt daarentegen de neus op voor deze attractie. Niet zo raar als men weet wat er gebeurde bij de Blarney Stone; in feite was het een toilet.
Volgens een ander verhaal is de originele steen al in de 19de eeuw weggehaald en vervangen door een namaaksteen.

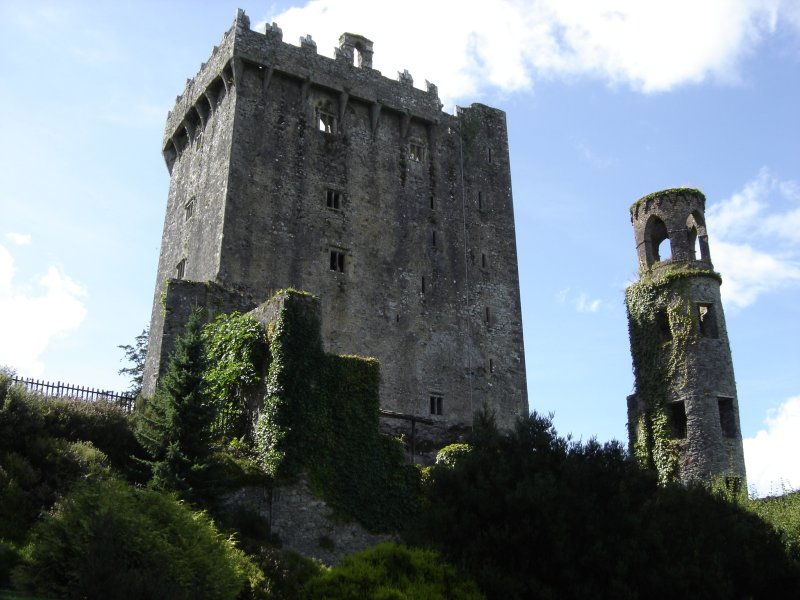
Blarney Castle